# Список эпизодов телесериала «В лучшем мире»
Список эпизодов американского телесериала «В лучшем мире».

## Эпизоды
| Сезон | Сезон | Эпизоды | Оригинальная дата показа | Оригинальная дата показа |
| Сезон | Сезон | Эпизоды | Первый эфир              | Последний эфир           |
| ----- | ----- | ------- | ------------------------ | ------------------------ |
|       | 1     | 13      | 19 сентября 2016 года    | 19 января 2017 года      |
|       | 2     | 13      | 20 сентября 2017 года    | 1 февраля 2018 года      |
|       | 3     | 13      | 27 сентября 2018 года    | 24 января 2019 года      |
|       | 4     | 14      | 26 сентября 2019         | 30 января 2020 года      |

## Список эпизодов

### Сезон 1 (2016—2017)
| № общий | № в сезоне | Название                                                             | Режиссёр            | Автор сценария              | Дата премьеры    | Произв. код | Зрители в США (млн) |
| ------- | ---------- | -------------------------------------------------------------------- | ------------------- | --------------------------- | ---------------- | ----------- | ------------------- |
| 1       | 1          | «Everything Is Fine» «Все прекрасно»                                 | Дрю Годдард         | Майкл Шур                   | 19 сентября 2016 | 101         | 8.04                |
| 2       | 2          | «Flying» «Полет или мусор»                                           | Майкл МакДональд    | Алан Янг                    | 19 сентября 2016 | 102         | 8.04                |
| 3       | 3          | «Tahani Al-Jamil» «Тахани аль-Джамиль»                               | Бет МакКарти-Миллер | Аиша Мухаррар               | 22 сентября 2016 | 103         | 5.25                |
| 4       | 4          | «Jason Mendoza» «Джейсон Ментоса»                                    | Пэймэн Бенц         | Джо Манде                   | 29 сентября 2016 | 104         | 4.45                |
| 5       | 5          | «Category 55 Emergency Doomsday Crisis» «Категория 55 Судный Кризис» | Морган Сэкетт       | Мэтт Мюррэй                 | 6 октября 2016   | 105         | 4.97                |
| 6       | 6          | «What We Owe to Each Other» «Что мы должны друг другу»               | Такер Гейтс         | Джош Сигал & Дилан Морган   | 13 октября 2016  | 106         | 4.23                |
| 7       | 7          | «The Eternal Shriek» «Вечный крик»                                   | Трент О’Доннелл     | Меган Амрам                 | 20 октября 2016  | 107         | 3.79                |
| 8       | 8          | «Most Improved Player» «Наиболее улучшенный игрок»                   | Тристрам Шапиро     | Дэн Скофилд                 | 27 октября 2016  | 108         | 3.89                |
| 9       | 9          | «...Someone Like Me as a Member» «Кто-то вроде меня как часть клуба» | Дин Холлэнд         | Джен Статский               | 3 ноября 2016    | 109         | 3.68                |
| 10      | 10         | «Chidi's Choice» «Выбор Чиди»                                        | Линда Мендоса       | Деми Аджуйигбе              | 5 января 2017    | 110         | 3.53                |
| 11      | 11         | «What's My Motivation» «Какова моя мотивация»                        | Линн Шелтон         | Эндрю Лоус                  | 12 января 2017   | 111         | 3.64                |
| 12      | 12         | «Mindy St. Claire» «Минди Сент Клер»                                 | Дин Холлэнд         | Джен Статский & Меган Амрам | 19 января 2017   | 112         | 3.93                |
| 13      | 13         | «Michael's Gambit» «Майкл Гамбит»                                    | Майкл Шур           | Майкл Шур                   | 19 января 2017   | 113         | 3.93                |

### Сезон 2 (2017—2018)
| № общий | № в сезоне | Название                                                         | Режиссёр            | Автор сценария             | Дата премьеры    | Произв. код | Зрители в США (млн) |
| ------- | ---------- | ---------------------------------------------------------------- | ------------------- | -------------------------- | ---------------- | ----------- | ------------------- |
| 14      | 1          | «Everything Is Great! Part 1» «Все просто замечательно! Часть 1» | Трент О’Доннелл     | Джен Статский              | 20 сентября 2017 | 201         | 5.28                |
| 15      | 2          | «Everything Is Great! Part 2» «Все просто замечательно! Часть 2» | Трент О’Доннелл     | Джо Манде                  | 20 сентября 2017 | 202         | 5.28                |
| 16      | 3          | «Dance Dance Resolution» «Разрешающий танец»                     | Дрю Годдард         | Меган Амрам                | 28 сентября 2017 | 203         | 4.67                |
| 17      | 4          | «Team Cockroach» «Командный таракан»                             | Морган Сэкетт       | Дэн Скофилд                | 5 октября 2017   | 204         | 4.17                |
| 18      | 5          | «Existential Crisis» «Экзистенциальный кризис»                   | Бет МакКарти-Миллер | Эндрю Лоус                 | 12 октября 2017  | 205         | 4.05                |
| 19      | 6          | «The Trolley Problem» «Проблемы с тележкой»                      | Дин Холлэнд         | Джош Сигал & Дилан Моран   | 19 октября 2017  | 206         | 3.92                |
| 20      | 7          | «Janet and Michael» «Джанет и Майкл»                             | Дин Холлэнд         | Кейт Герстен               | 26 октября 2017  | 207         | 3.97                |
| 21      | 8          | «Derek» «Дерек»                                                  | Джуд Вэн            | Корд Джефферсон            | 2 ноября 2017    | 208         | 3.06                |
| 22      | 9          | «Leap to Faith» «Прыжок к вере»                                  | Линда Мендоса       | Кристофер Энселл           | 4 января 2018    | 209         | 3.08                |
| 23      | 10         | «Best Self» «Самая лучшая»                                       | Джули Энн Робинсон  | Тайлер Стрессл             | 11 января 2018   | 210         | 3.11                |
| 24      | 11         | «Rhonda, Diana, Jake, and Trent» «Ронда, Диана, Джейк и Трент»   | Алан Янг            | Дэн Шофилд & Джен Статский | 18 января 2018   | 211         | 3.00                |
| 25      | 12         | «The Burrito» «Буррито»                                          | Дин Холлэнд         | Меган Амрам & Джо Манде    | 25 января 2018   | 212         | 3.65                |
| 26      | 13         | «Somewhere Else» «Где-То Еще»                                    | Майкл Шур           | Майкл Шур                  | 1 февраля 2018   | 213         | 3.19                |

### Сезон 3 (2018—2019)
| № общий | № в сезоне | Название                                                                               | Режиссёр            | Автор сценария              | Дата премьеры    | Произв. код | Зрители в США (млн) |
| ------- | ---------- | -------------------------------------------------------------------------------------- | ------------------- | --------------------------- | ---------------- | ----------- | ------------------- |
| 27      | 1          | «Все чудесно! Часть 1» «Everything Is Bonzer! Part 1»                                  | Дин Холлэнд         | Джен Статский & Майкл Шур   | 27 сентября 2018 | 301         | 3.13                |
| 28      | 2          | «Все чудесно! Часть 2» «Everything Is Bonzer! Part 2»                                  | Дин Холлэнд         | Джен Статский               | 27 сентября 2018 | 302         | 3.13                |
| 29      | 3          | «Умная компания» «The Brainy Bunch»                                                    | Джуд Вэн            | Дэн Шофилд                  | 4 октября 2018   | 303         | 2.96                |
| 30      | 4          | «Снегоочиститель» «The Snowplow»                                                       | Бет МакКарти-Миллер | Джо Манде                   | 11 октября 2018  | 304         | 2.71                |
| 31      | 5          | «Джереми Беарими» «Jeremy Bearimy»                                                     | Трент О’Доннелл     | Меган Амрам                 | 18 октября 2018  | 305         | 2.70                |
| 32      | 6          | «Баллада о домашнем осле» «The Ballad of Donkey Doug»                                  | Ребекка Эшер        | Мэтт Мюррей                 | 25 октября 2018  | 306         | 2.67                |
| 33      | 7          | «Раздробленное наследство» «A Fractured Inheritance»                                   | Бет МакКарти-Миллер | Кассия Миллер               | 1 ноября 2018    | 307         | 2.72                |
| 34      | 8          | «Наихудшее возможное использование свободы воли» «The Worst Possible Use of Free Will» | Клер Скэнлон        | Корд Джефферсон             | 8 ноября 2018    | 308         | 2.77                |
| 35      | 9          | «Не позволяй хорошей жизни пройти мимо тебя» «Don't Let the Good Life Pass You By»     | Дин Холлэнд         | Эндрю Лоу                   | 15 ноября 2018   | 309         | 2.69                |
| 36      | 10         | «Джанет(ы)» «Janet(s)»                                                                 | Морган Сэкетт       | Джош Сигал & Дилан Моран    | 6 декабря 2018   | 310         | 2.58                |
| 37      | 11         | «Книга собак» «The Book of Dougs»                                                      | Кен Уиттингем       | Кейт Герстен                | 10 января 2019   | 311         | 2.72                |
| 38      | 12         | «Чиди видит нож времени» «Chidi Sees the Time-Knife»                                   | Джуд Вэн            | Кристофер Энсел & Джо Манде | 17 января 2019   | 312         | 2.52                |
| 39      | 13         | «Столпотворение» «Pandemonium»                                                         | Майкл Шур           | Джен Статский & Меган Амрам | 24 января 2019   | 313         | 2.39                |

### Сезон 4 (2019—2020)
| № общий | № в сезоне | Название                                                                   | Режиссёр            | Автор сценария            | Дата премьеры    | Произв. код | Зрители в США (млн) |
| ------- | ---------- | -------------------------------------------------------------------------- | ------------------- | ------------------------- | ---------------- | ----------- | ------------------- |
| 40      | 1          | «Девушка из Аризоны часть 1» «A Girl from Arizona - Part 1»                | Дрю Годдард         | Кассия Миллер & Эндрю Лоу | 26 сентября 2019 | 401         | 2.42                |
| 41      | 2          | «Девушка из Аризоны часть 2» «A Girl from Arizona - Part 2»                | Дрю Годдард         | Кассия Миллер & Эндрю Лоу | 3 октября 2019   | 402         | 2.11                |
| 42      | 3          | «Расслабляюсь» «Chillaxing»                                                | Аня Адамс           | Аиша Мухаррар             | 10 октября 2019  | 403         | 1.92                |
| 43      | 4          | «Лудильщик, портной, демон, шпион» «Tinker, Tailor, Demon, Spy»            | Морган Сэкетт       | Корд Джефферсон           | 17 октября 2019  | 404         | 2.02                |
| 44      | 5          | «Сотрудник компании Bearimy» «Employee of the Bearimy»                     | Бет МакКарти-Миллер | Джо Манде                 | 24 октября 2019  | 405         | 1.91                |
| 45      | 6          | «Загадка драйвера Чипа» «A Chip Driver Mystery»                            | Стив Дэй            | Лиззи Пэйс                | 31 октября 2019  | 406         | 2.21                |
| 46      | 7          | «Помогать другим людям» «Help Is Other People»                             | Бет Маккарти-Миллер | Дэйв Кинг                 | 7 ноября 2019    | 407         | 1.98                |
| 47      | 8          | «Похороны, чтобы закончить все похороны» «The Funeral to End All Funerals» | Кристен Белл        | Джош Сигал & Дилан Моран  | 14 ноября 2019   | 408         | 2.06                |
| 48      | 9          | «The Answer»                                                               | Неизвестно          | Неизвестно                | 21 ноября 2019   | 409         | 2.05                |
| 49      | 10         | «You've Changed, Man»                                                      | Неизвестно          | Неизвестно                | 9 января 2020    | 410         | 2.08                |
| 50      | 11         | «Mondays, Am I Right?»                                                     | Неизвестно          | Неизвестно                | 16 января 2020   | 411         | 1.93                |
| 51      | 12         | «Patty»                                                                    | Неизвестно          | Неизвестно                | 23 января 2020   | 412         | 2.12                |
| 5253    | 1314       | «Whenever You're Ready»                                                    | Неизвестно          | Неизвестно                | 30 января 2020   | 413-414     | 2.32                |